# Blaupunkt
Blaupunkt war ein Unternehmen für Unterhaltungselektronik, Haushaltsgeräte, Car-Multimedia und diverse andere Elektronikbereiche.
Nach Abwicklung der Gesellschaft ab 2008 wurde die Marke weitergeführt; die Entwicklung und der Vertrieb der Produkte erfolgte durch 40 (Stand 2020) überwiegend in Deutschland und Europa ansässige, auf die jeweiligen Kategorien und Regionen spezialisierte Lizenznehmer. Die Marke geht aus dem Qualitätssiegel eines blauen Punktes hervor, welcher zur Kennzeichnung der bestandenen Qualitätsprüfung auf jedem Produkt angebracht worden ist. 1923 wurde schließlich der blaue Punkt zu einer Marke entwickelt und im Markenregister angemeldet. Die Registrierung der Marke erfolgte 1924. Seitdem wurden unter der Marke Autoradios, Unterhaltungselektronik und zwischenzeitlich auch Ausrüstung für professionelle Ton- und TV-Studios vertrieben; seit einiger Zeit werden darunter auch E-Bikes, E-Bike-Komponenten sowie Elektrowerkzeuge und Garten-Elektrogeräte vertrieben.

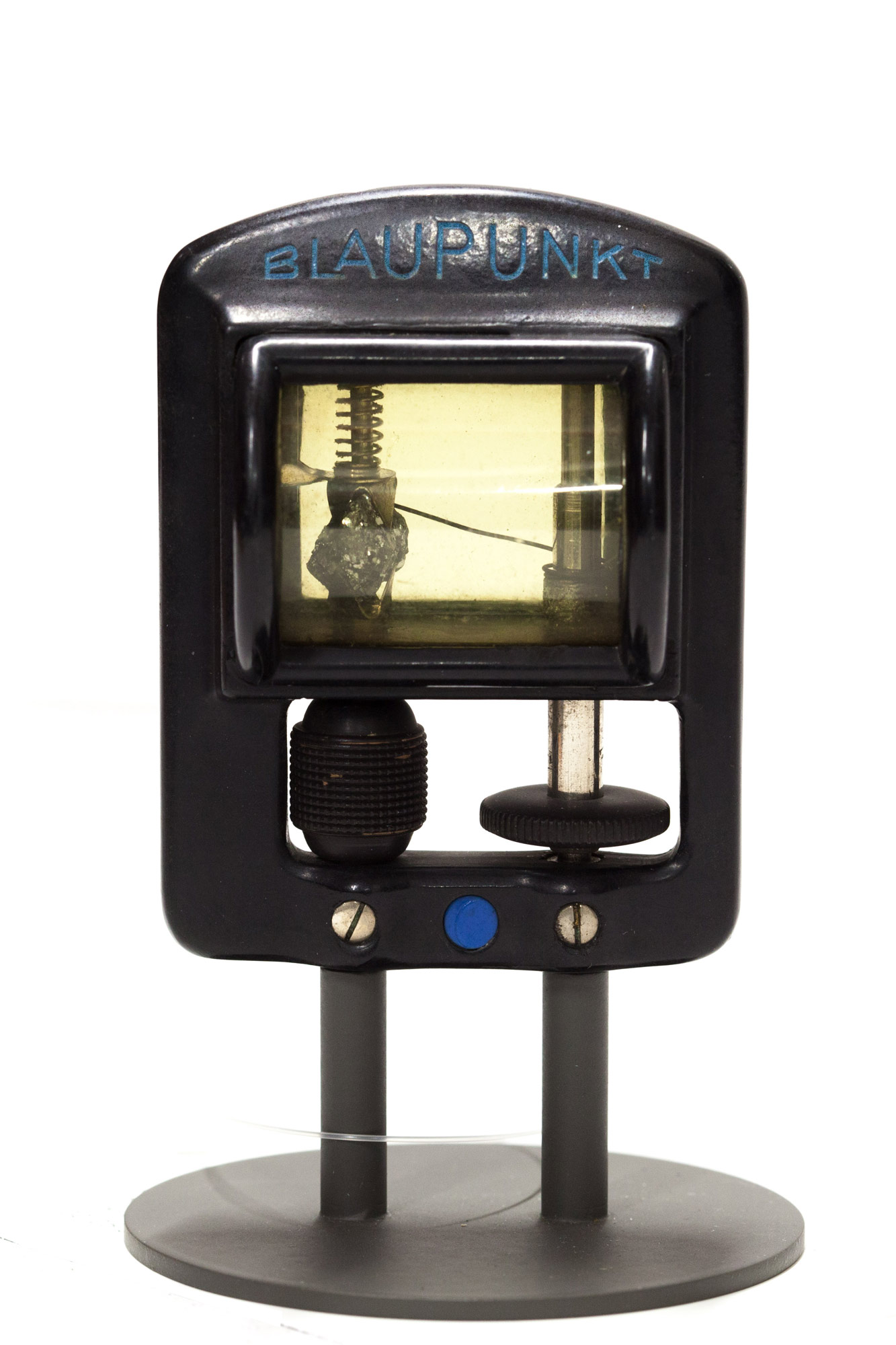
Blaupunkt Detektorempfänger mit dem blauen Punkt (ca. 1938)

## Geschichte

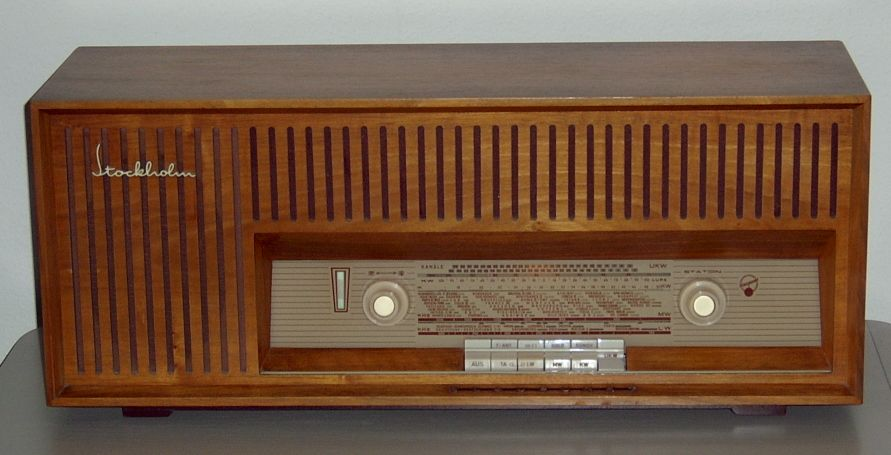
Radioempfänger Blaupunkt Stockholm (1963/64), 5 Röhren, 4 W

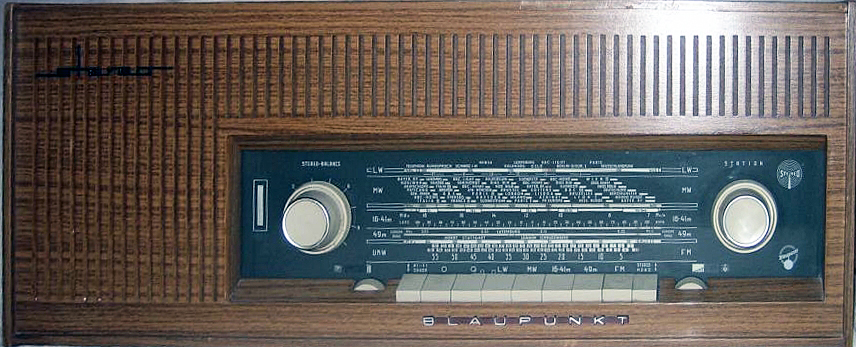
Radioempfänger Blaupunkt Stockholm Stereo (1965–67)

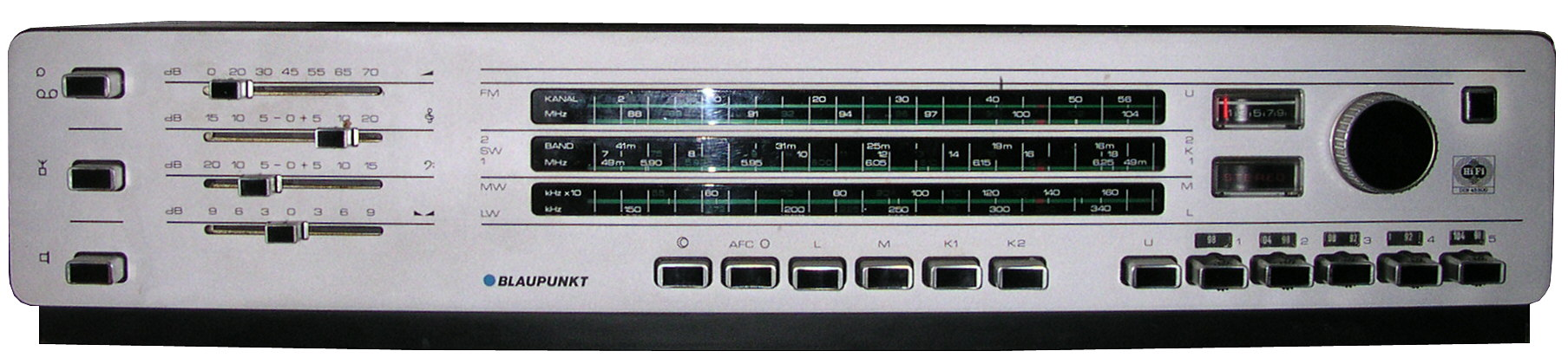
Blaupunkt-Receiver STG 2091, gebaut 1971 bis 1973

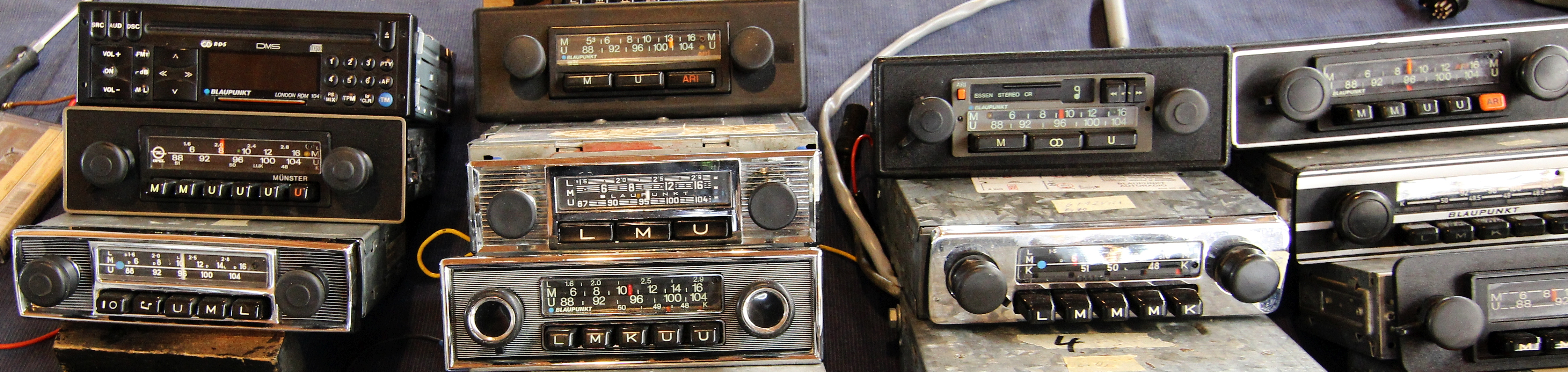
Blaupunkt Autoradios,
verschiedene Generationen

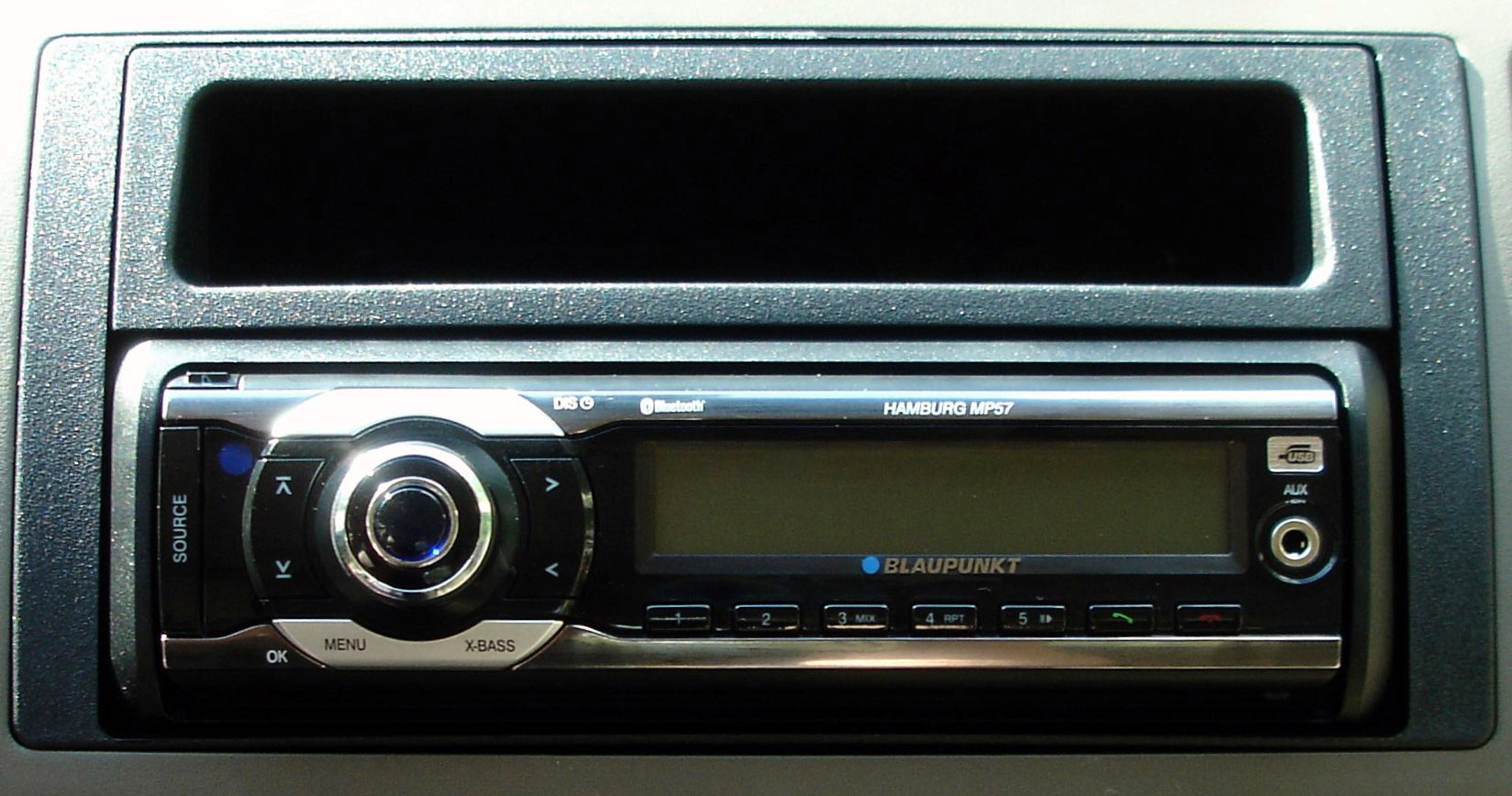
Autoradio aus den 2000er Jahren im Armaturenbrett eingebaut

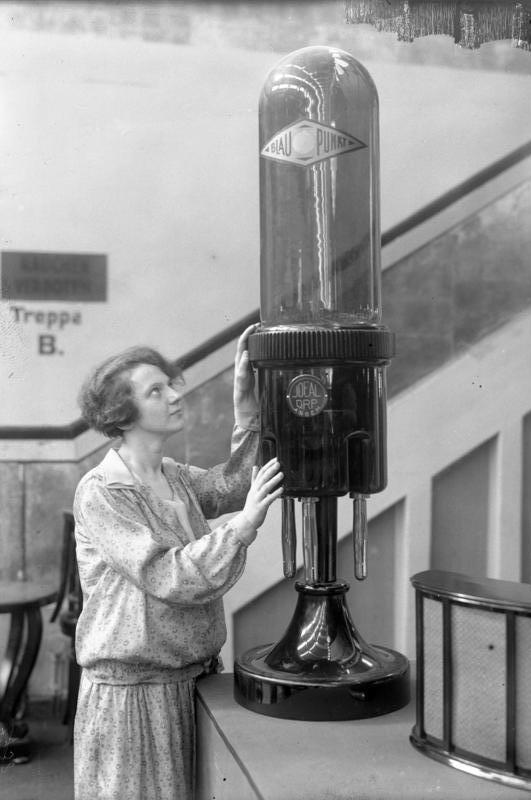
Überdimensionale Blaupunkt-Röhre auf der Funkausstellung 1930 in Berlin

### Gründung „Ideal Radio“ in Berlin
Keimzelle des Unternehmens war die im November 1924 gegründete Ideal Radiotelefon- & Apparatefabrik GmbH Berlin (siehe auch Geschichte des Hörfunks in Deutschland). Die Produktion war anfangs in Bollersdorf (seit 2001 Oberbarnim) angesiedelt und stellte u. a. Detektorempfänger her. Bei den dazugehörigen Kopfhörern wurden Exemplare von hoher Klangqualität mit einem blauen Punkt als Prüfzeichen versehen und die Käufer verlangten bald nur noch die „Blaupunkt“-Kopfhörer. Aus dem Prüfzeichen wurde 1924 die Marke Ideal Blaupunkt Radio. Ab 1932 wurde als Marke nur noch der Begriff „Blaupunkt“ mit dem nebenstehenden blauen Punkt verwendet. In den 1920er Jahren verkaufte Ideal unter den Bezeichnungen Ampladyn, Heliodyn und Superdyn auch Elektronenröhren für Radiogeräte und baute Radiogeräte mit Telefunken-Lizenz. Im Dezember 1926 wurde die Firma in Ideal-Werke Gesellschaft für drahtlose Telephonie mbH geändert und im August 1927 zur Ideal-Werke AG für drahtlose Telephonie umgewandelt.
Ende des Jahres 1927 verlegte man die Fertigung zunächst in die Köpenicker Straße 10 A in Berlin-Kreuzberg, SO 33 (späteres Verkaufsbüro) und schließlich 1930 in die Große-Leege-Straße 97/98 nach Berlin-Hohenschönhausen.

#### Blaupunkt-Autoradios
Bereits als (noch inoffizielle) Bosch-Tochter stellten die Ideal-Werke 1932 mit dem „Autosuper AS 5“ das erste in Europa entwickelte Autoradio vor. Dieser Apparat für den Mittel- und Langwellenempfang hatte einen Rauminhalt von 10 Litern und war mit einem Preis von 465 Reichsmark wie das Auto selbst ein Luxusartikel, denn in der abklingenden Weltwirtschaftskrise kostete 1934 z. B. ein Opel 1,3 Liter knapp 2.650 Reichsmark. Kaufkraftbereinigt in heutiger Währung entspricht dies heute ca. 14.400 Euro für den Wagen und 2.530 Euro für das Radio, d. h. je nach Bezugswert zwischen 15 und 17,5 % des Pkw-Preises.
Nach dem Zweiten Weltkrieg entwickelte sich Blaupunkt in Hildesheim zum führenden deutschen Autoradiohersteller und konnte am 16. Juni 1959 das einmillionste Gerät ausliefern. Zu der Zeit fanden im Bosch/Blaupunkt-Werk Hildesheimer Wald 6000 Menschen Arbeit bei Blaupunkt, dazu kamen knapp 4000 in der Bosch-Fertigung von Startern und Lichtmaschinen für die Autoindustrie. Im April 1964 waren 3 Millionen Autoradios gebaut, gefolgt vom 25-millionsten Gerät Mitte 1979. Im Juli 1990 lief das 50-millionste Blaupunkt-Autoradio vom Band.

### Blaupunkt im Bosch-Konzern
Im Jahr 1930 wurde Ideal, zunächst über eine Holdinggesellschaft in Liechtenstein verschleiert, von der Robert-Bosch-Gruppe (ab 1937 GmbH) übernommen und schließlich 1933 offizielles Bosch-Tochterunternehmen. Die getarnte Bosch-Übernahme war der Tatsache geschuldet, dass in den mit Telefunken geschlossenen Lizenzverträgen die Beteiligung anderer Firmen an der Ideal-Produktion untersagt worden war. Ab 1932 war Paul Goerz Leiter der Ideal-Werke AG. Im Herbst 1934 erwarb das Unternehmen in Berlin-Wilmersdorf ein 32.000 m² großes Grundstück an der Forckenbeckstraße (damals Nr. 91–93, später Nr. 9–13) und errichtete dort neben den Verwaltungsgebäuden eine 120 × 70 Meter lange Fertigungshalle mit Sheddach, die am 5. September 1936 eingeweiht wurde. Am 15. Dezember 1938 wurde die Firma in Blaupunkt-Werke GmbH (BPWG) geändert.

#### 1939 bis 1945
Im Jahre 1939 hatte Blaupunkt 2600 Beschäftigte. Mit dem Beginn des Zweiten Weltkriegs wurden das Geschäftsfeld Rundfunkgeräte und die Fernsehtechnik-Entwicklung weitgehend durch Rüstungsaufträge der Wehrmacht ersetzt. Neben den weiterhin gefertigten zivilen Geräten entwickelte und produzierte Blaupunkt unter anderem in Zusammenarbeit mit der Berliner Bosch-Tochter Fernseh AG die Zielfernsehkamera für die Gleitbombe Henschel Hs 293 D sowie Komponenten für Lenkwaffen. Rundfunkempfänger fertigte Blaupunkt in kleinen Stückzahlen in mehreren großen deutschen Städten sowie in Wien. Nach der Zerstörung der Wilmersdorfer Fertigungshalle am 1. März 1943 durch einen britischen Luftangriff ist der Großteil der Fertigung nach Reichenberg (damals „Reichsgau Sudetenland“) sowie Berlin-Treptow (Ost-Berlin) und andere Standorte verlegt worden, die gegen Kriegsende sämtlich von der Roten Armee besetzt und anschließend als Reparationsgut u. a. in die Verwaltung der Sowjetischen Militäradministration in Deutschland (SMAD) fielen.
Im Jahre 1944 waren bei Blaupunkt insgesamt 4100 Menschen beschäftigt. In Küstrin war unter dem Tarnnamen „Udo-Werke GmbH“ (nach Udo Werr, einem Mitarbeiter von Blaupunkt-Geschäftsführer Paul Goerz) die Fertigung von Blaupunkt Korfu-Funkmessbeobachtungsgeräten aufgebaut worden. Da die Weichsel-Oder-Operation der Roten Armee auch in die Region Küstrin zielte, wurde der Betrieb im Januar 1945 zu der im Hildesheimer Wald angesiedelten „Trillke-Werke GmbH“ (siehe auch Neuhof - ELFI/Trillke-Werk) verlegt, einem Ende der 1930er Jahre im Zuge der Aufrüstung der Wehrmacht geschaffenen Bosch-Tochterunternehmen. Laut dem American Jewish Committee beschäftigte das Unternehmen während des Nationalsozialismus Zwangsarbeiter. In dem KZ Groß-Rosen wurden 1944, wahrscheinlich ab Juni, Werkstätten für elektronische Bauteile errichtet. Hier wurden Kondensatoren gelötet.

#### Unternehmenssitz Hildesheim
Nach Kriegsende wurde bei Trillke/Blaupunkt zunächst mit der Reparatur von Rundfunkgeräten begonnen, gefolgt von Entwicklung und Produktion neuer Geräte. Ende 1945 wurde Hildesheim zum Firmensitz der dort neu gegründeten Blaupunkt-Apparatebau GmbH (BPAG). Später kam das Werk III am Römerring 8–10 in Hildesheim hinzu, das heute nicht mehr existiert. Weitere Fertigungs- und Entwicklungsstätten, die teils unter dem Namen der Mutterfirma Bosch betrieben wurden, waren in Salzgitter (Werk II, 1960, Fertigung Reisesuper/Kofferradios, Fernsehempfänger und Baugruppen), Herne (Werk IV, Fertigung Bandfilter, Trafos und Lautsprecher, Ende 1992 geschlossen), Osterode (Werk V, 1968, ehemals Kuba/Imperial), Frankreich, Ungarn, Portugal (Braga, ehemals Grundig-Werk), Malaysia (Penang), Mexiko, China und Tunesien.
In den 1960er Jahren übernahm der Bosch-Konzern das Unternehmen Akkord-Radio und nutzte dessen ehemaliges Werk Landau noch bis ca. 1974 für die Herstellung von Blaupunkt-Heimempfängern. Einige Blaupunkt-Geräte aus der Zeit von 1945 bis 2008 sind im Abschnitt Meilensteine genannt.
In den 1970er Jahren waren 13.700 Menschen bei Blaupunkt beschäftigt. Die Produktion von Fernsehgeräten wurde 1986 zugunsten des Zukaufs bei Grundig aufgegeben, im Gegenzug war der Zukauf seitens Grundig von Blaupunkt-Autoradios vereinbart. Nachdem letzteres nicht zustande gekommen war, übernahm Blaupunkt Anfang 1990 die Mehrheit an der Autoradiofabrik von Grundig in Braga. Das Unternehmen gab 1996 das Geschäft mit Fernsehern, Camcordern und Videorekordern auf und konzentrierte sich ganz auf den Bereich der „Mobilen Kommunikation“. Blaupunkt produzierte 2006 jährlich über eine halbe Million Navigationssysteme, 6 Millionen Autoradios und 19 Millionen Autolautsprecher und Fahrzeugantennen. Der Umsatz lag bei ca. 1,48 Mrd. Euro. Im April 2007 hatte Blaupunkt weltweit noch über 8700 Mitarbeiter, davon 2300 in Hildesheim.

#### Meilensteine

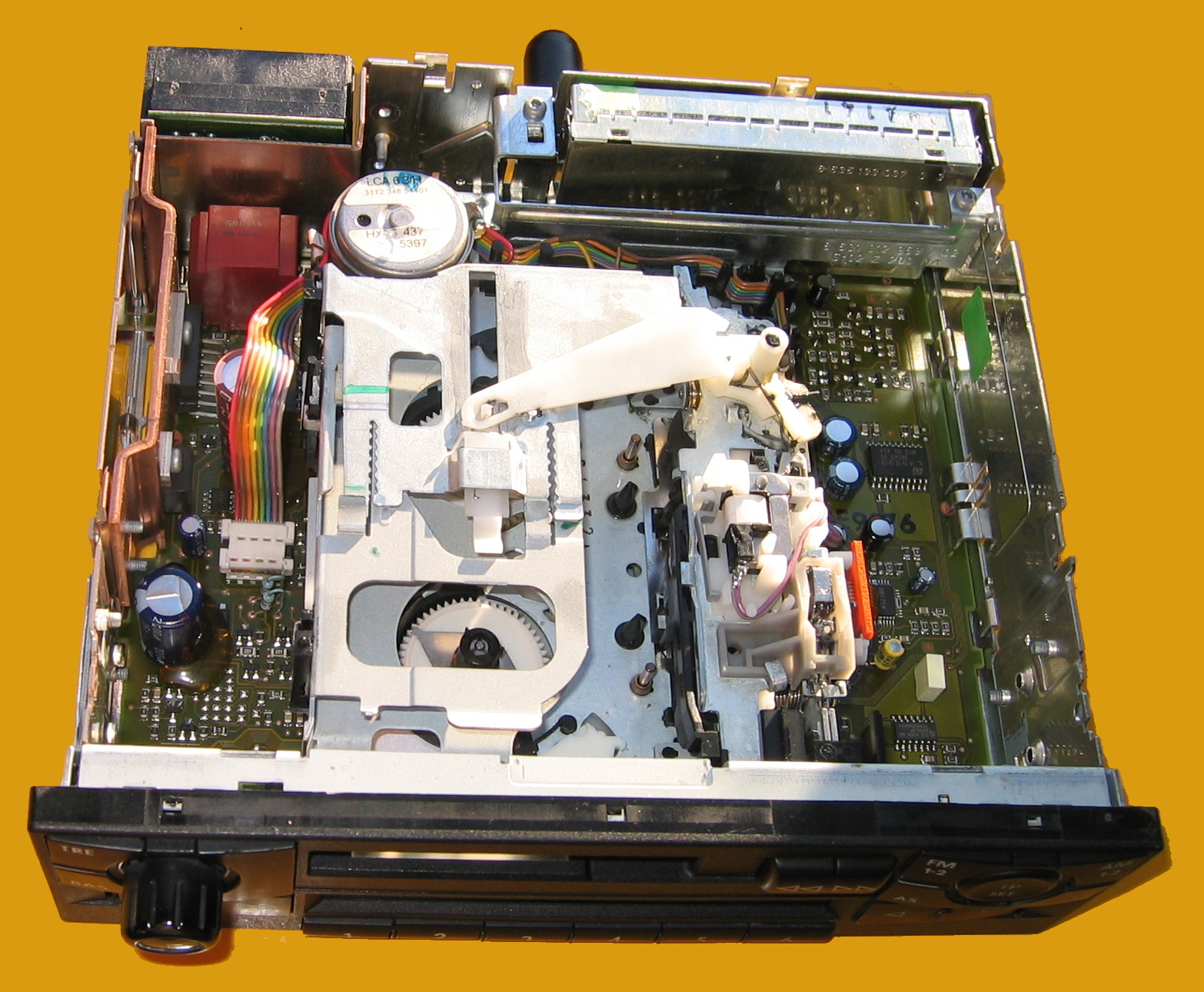
Blaupunkt Autoradio „VW Alpha“ mit Autoreverse-Kassettenspieler

Vor allem im Bereich der automobilen Unterhaltungselektronik, dort insbesondere im Autoradio-Segment, zeichnet Blaupunkt verantwortlich für eine Vielzahl wegweisender und innovativer technischer Entwicklungen:
- 1951 war der erste Blaupunkt-Fernseher, der V 52 mit einer 36-cm-Bildröhre,[22] auf der Industrieausstellung in Berlin zu sehen. Der damalige Preis von 1595 DM entspricht kaufkraftbereinigt in heutiger Währung 4.980 Euro[23].
- 1952 stellte Blaupunkt das erste UKW-Autoradio der Welt vor, den Autosuper A 52 KU[24] mit „Self-Service-Drucktastenwähler“ für vier Sender (498 DM; entspricht heute 1.520 Euro)[23].
- 1953 zeigte Blaupunkt das Drucktastensystem Omnimat für schnellen Senderwechsel, den Vorläufer der späteren Stationsspeicher.[25]
- 1969 wurde das „Frankfurt Stereo“ präsentiert, weltweit erstes Autoradio für FM-Stereo-Empfang.[26]
- 1973 kam der Zusatzdecoder SK 1 zur Anzeige der ARI-Senderkennung auf den Markt.[27] Das von Blaupunkt ab 1972 zusammen mit den ARD-Rundfunkanstalten – federführend war das Institut für Rundfunktechnik – entwickelte Verkehrsfunksystem wurde in Deutschland (West) zum 1. Juni 1974 eingeführt.
- 1979 stellte das Hildesheimer Unternehmen das Autoradio „Düsseldorf Stereo CR Super Arimat“[28] mit Autoreverse-Kassettenlaufwerk und Sender-Durchsagekennung („Super Arimat“) und das „Bamberg QTS Super Arimat“[29] („Quarz-Tuning-System“) mit quarzstabiler PLL-Abstimmung, digitaler Frequenzanzeige und Standard-Kassettenlaufwerk (mit Vor-/Rücklauf ohne Autoreverse) vor.
- 1981 war auf der Internationalen Funkausstellung in Berlin das Autoradio „Bremen SQR 31“ mit PLL-Abstimmung, digitaler Frequenzanzeige und Autoreverse-Kassettenlaufwerk zu sehen.[30]
- 1988 kam mit dem „Montreux RDR 49“ das erste Autoradio mit Radio Data System (RDS) auf den Markt.[31]
- 1989 wurde der „TravelPilot“ vorgestellt. Er gilt als das erste serienreife Navigationssystem für den Straßenverkehr in Europa.
- 1997 entstand ein Nachfolgemodell des „TravelPilot“ mit dynamischer Zielführung, die automatisch aktuelle Verkehrsinformationen verarbeitet und so Staus zu umfahren hilft, außerdem das erste Autoradio mit DAB-Empfang sowie das erste Autoradio mit TMC. Im selben Jahr waren im Autoradio „Amsterdam TCM 127“ Radio mit Autoreverse-Kassettenlaufwerk und GSM-Mobiltelefon (D-Netz) in einem Gerät kombiniert (RadioPhone).
- 2001 wurde das weltweit erste WAP-fähige Offboard-Navigationssystem, mit dem man auch telefonieren kann, vorgestellt, ebenso ein digitales Autoradio mit MP3-Decoder und MMC-Slot.
- 2003 entstand das erste DAB-Autoradio mit MP3-Decoder, das auch aufnehmen kann.
- 2005 gab es das erste Radio für den 1-DIN-Einbauschacht (182 × 52 mm) mit farbiger Kartennavigation.
- 2006 entwickelte Blaupunkt für den VW Eos das erste Autoradio mit externer Festplatte und integrierter SDARS-Antenne für das Sirius Satellite Radio.
- 2007 gab es von Blaupunkt den ersten digitalen Plug-and-Play-Verstärker.
- 2008 ermöglichte Blaupunkt das erste Mobile Navigationssystem (PND) mit Video-Navigation und Verkehrsschilderkennung sowie das erste Radio mit Audio-Streaming über Bluetooth.

### Restrukturierungen ab 2008
Im Dezember 2008 verkaufte Bosch das Unternehmen an die in München ansässige Investementholding Aurelius. Das Erstausrüstergeschäft mit etwa 6000 Mitarbeitern, das Fahrzeughersteller mit Navigations- und Multimediasystemen („Autoradios“) beliefert und etwa 80 % des Umsatzes (1,48 Milliarden Euro im Jahr 2006) ausmachte, verblieb als eigenständige Robert Bosch Car Multimedia GmbH bei der Bosch-Gruppe.
Für den an Aurelius verkauften Bereich der nachrüstbaren Produkte mit etwa 1800 Mitarbeitern wurde ein Umsatz von etwa 200 Millionen Euro erwartet. Aurelius übernahm die Firmenzentrale in Hildesheim sowie die Fertigungen in Portugal, Tunesien und Malaysia.
Ende 2009 gab Aurelius bekannt, das Antennengeschäft mit ca. 250 Mitarbeitern nach Restrukturierung als „Blaupunkt Antenna Systems“ an Kathrein zu verkaufen und sich auf Autoradios, Audiovision und Unterhaltungselektronik zu konzentrieren. Das wurde im Mai 2010 mit dem Kauf der Blaupunkt Antenna Systems GmbH & Co. KG durch Kathrein vollzogen.
Mit einer Kopfhörer-Reihe versuchte Blaupunkt 2011, zu seinen Ursprüngen als Ideal-Radio zurückzukehren. Die Produktion der Kopfhörer wurde aber wieder eingestellt. Im selben Jahr ging Blaupunkt Joint Ventures in Indien und China ein. 2012 wurde das neue Blaupunkt-Werk in Penang (Malaysia) eröffnet.
Ende 2013 übernahm Blaupunkt das Smart-Products-Engineering-Geschäft von brightONE einschließlich der b1 Engineering Solutions GmbH mit Sitz in München. Blaupunkt Europe wurde mit brightONE Businessunit SPS zur Blaupunkt Technology Group zusammengeschlossen. Im Jahr 2014 wurde das Engineering-Services-Geschäft in der b1 Engineering Solutions GmbH als Teil der Blaupunkt Technology Group gebündelt. Ende 2014 wurden die Joint Ventures in Süd- und Nordamerika gegründet.
Im Jahr 2014 verkaufte Aurelius die Blaupunkt Technology GmbH, welche das Autoradio-Geschäft nach dem Verkauf als eigenständiges Unternehmen in Eigenregie führte, an einen britischen Fonds, behielt allerdings die Markenrechte. Im September 2015 meldete die Blaupunkt Technology GmbH Insolvenz an. Der Geschäftsbereich Erstausrüstung mit Verstärkern und Lautsprechern für Autos wurde an die belgische Firma PSS (Premium Sound Solutions) veräußert. Der Geschäftsbereich Entwicklungsdienstleistungen wurde an den rumänischen Unternehmer Răzvan Olosu abgegeben. Die außereuropäischen Geschäftsanteile im Handelsgeschäft werden durch die vormaligen Joint-Venture-Partner weiterbetrieben. Für das europäische Handelsgeschäft mit Autoradios wurde am 15. Februar 2016 bekannt, dass ein Verkauf gescheitert sei; das Unternehmen meldete Insolvenz an. Für die verbliebenen 33 Mitarbeiter in Hildesheim wurde die Kündigung ausgesprochen. Die Lagerbestände wurden verkauft.
Die Markenrechte von Blaupunkt wurden danach von der GIP Development SARL (Luxemburg) verwaltet und gelten für den Vertrieb verschiedener Produktgruppen in 95 Ländern der Erde. Im Juni 2023 gab diese den Verkauf der Marke Blaupunkt an das amerikanische Unternehmen Established bekannt. Established ist ein Marken-Lizensierungsunternehmen mit breiter sowie globaler Industrieexpertise, unterstützt durch Private Equity Finanzierung.

## Auszeichnungen
Im Jahre 2005 gewann Blaupunkt einen iF communication design award in der Kategorie „digital media“ – ausgewählt aus 1211 Einreichungen aus 31 Ländern. Im Jahre 2006 wurde Blaupunkt als Ort im Land der Ideen ausgezeichnet. Im Jahre 2011 belegte Blaupunkt bei der großangelegten Leserbefragung der „AutoBild“, rund um das Thema „Die Marken in allen Klassen“, im Bereich „Auto-HiFi“ und der Kategorie „Gutes Preis-Leistungs-Verhältnis“ Platz 1 mit 41 Punkten vor Sony mit 34 Punkten, Panasonic mit 30 Punkten und JVC mit 27 Punkten. Dabei wurden die Leser in 14 Fahrzeugklassen und 23 automobilen Randbereichen danach gefragt, welche Hersteller für gute Qualität und ein gutes Preis-Leistungs-Verhältnis stehen.

## Blaupunkt heute
Seit 2009 werden für die Markennutzung Lizenzen vergeben. Unter den Lizenznehmern befinden sich auch die früheren Autoradio-Joint-Ventures aus Indien und Südamerika, die das Geschäft in Eigenregie weiterführen.

### Liste der aktuellen Lizenznehmer und Produktkategorien
| Kategorie                                                                         | Name                        | Ort, Land                         |
| --------------------------------------------------------------------------------- | --------------------------- | --------------------------------- |
| Deutschland                                                                       |                             |                                   |
| Autoradio und Zubehör, Falt-E-Bikes                                               | Evo-Sales GmbH              | Hameln, Deutschland               |
| Unterhaltungselektronik (Audio)                                                   | Globaltronics GmbH          | Hamburg, Deutschland              |
| Batterien                                                                         | MaxPower GmbH               | Frankfurt, Deutschland            |
| Sicherheitssysteme                                                                | SBP GmbH                    | München, Deutschland              |
| Kraft- und Nutzfahrzeug-Telematiksysteme                                          | Blaupunkt Telematics GmbH   | Pullach, Deutschland              |
| E-Bike-Motoren und -Komponenten                                                   | Prophete GmbH               | Rheda-Wiedenbrück, Deutschland    |
| Kücheneinbaugeräte                                                                | HK Appliances GmbH          | Rödinghausen, Deutschland         |
| West- und Nordeuropa                                                              |                             |                                   |
| Elektroauto-Ladestationen und -Zubehör                                            | BLP Systems Aps             | Odense, Dänemark                  |
| Elektrokleingeräte, TV-Zubehör                                                    | B&M Retail Limited          | Liverpool, Vereinigtes Königreich |
| Staubsauger-Roboter                                                               | SMART LIFE B.V.             | Amsterdam, Niederlande            |
| Insekten-Killer und UV-Reinigungsgeräte                                           | Velleman NV                 | Gavere, Belgien                   |
| Unterhaltungselektronik (Audio)                                                   | Marketmaker SAS             | Dardilly, Frankreich              |
| Elektrowerkzeuge und Gartengeräte                                                 | SKN                         | Lissabon, Portugal                |
| Mitteleuropa                                                                      |                             |                                   |
| Unterhaltungselektronik (Audio), Elektrokleingeräte, Vertrieb Blaupunkt Autoradio | 2N-Everpol Sp. z o.o.       | Warschau, Polen                   |
| Klimaanlagen                                                                      | Mateco Sp. z o.o.           | Warschau, Polen                   |
| Mobiltelefone                                                                     | HTM Mobile Kft.             | Budapest, Ungarn                  |
| TV CIS Staaten, Ukraine, Moldawien                                                | Union distribution s.r.o.   | Prag, Tschechien                  |
| TV-Europa                                                                         | UMC Sp. z o.o.              | Łysomice, Polen                   |
| Übersee                                                                           |                             |                                   |
| Autoradio                                                                         | Shagal Ltd.                 | Los Angeles, USA                  |
| Unterhaltungselektronik (TV)                                                      | MP3 Car Audio               | Cuenca, Ecuador                   |
| Autoradio                                                                         | BP Technology Americas S.A. | Montevideo, Uruguay               |
| Unterhaltungselektronik (Audio, TV), Haushaltsgeräte                              | UEG                         | Hong Kong / Süd-Afrika            |
| Unterhaltungselektronik (TV)                                                      | Trigur Ltd.                 | Neu-Delhi, Indien                 |
| Unterhaltungselektronik (Audio)                                                   | Envent Ltd.                 | Neu-Delhi, Indien                 |
| Autoradio Indien                                                                  | Blaupunkt India Ltd.        | Mumbai, Indien                    |
| Haushaltsgeräte, Sicherheitssysteme u. a.                                         | Tian Rui Co. Ltd            | Hong Kong, China                  |
| Autoradio                                                                         | BLAPAC SDN BHD              | Kuala Lumpur, Malaysia            |
| Haushalts- und Wellnessgeräte                                                     | Wonder Ltd.                 | Taipeh, Taiwan                    |
| Unterhaltungselektronik (TV, Audio)                                               | Ayonz Ltd.                  | Sydney, Australien                |

## Produkte

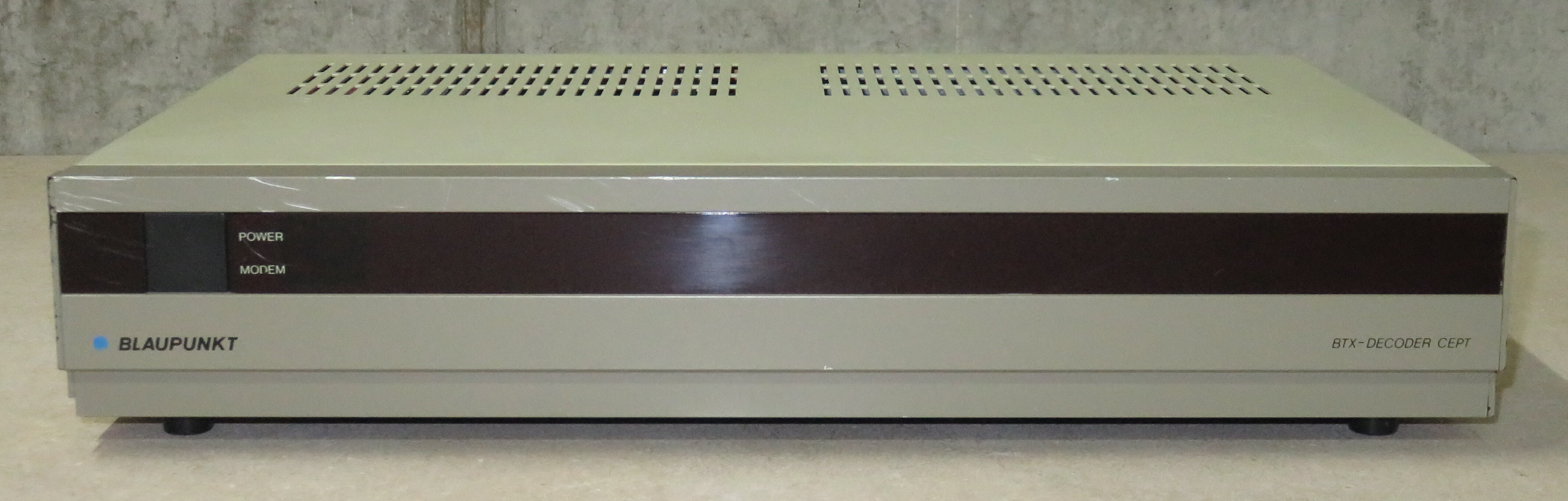
BTX-Decoder DC 36
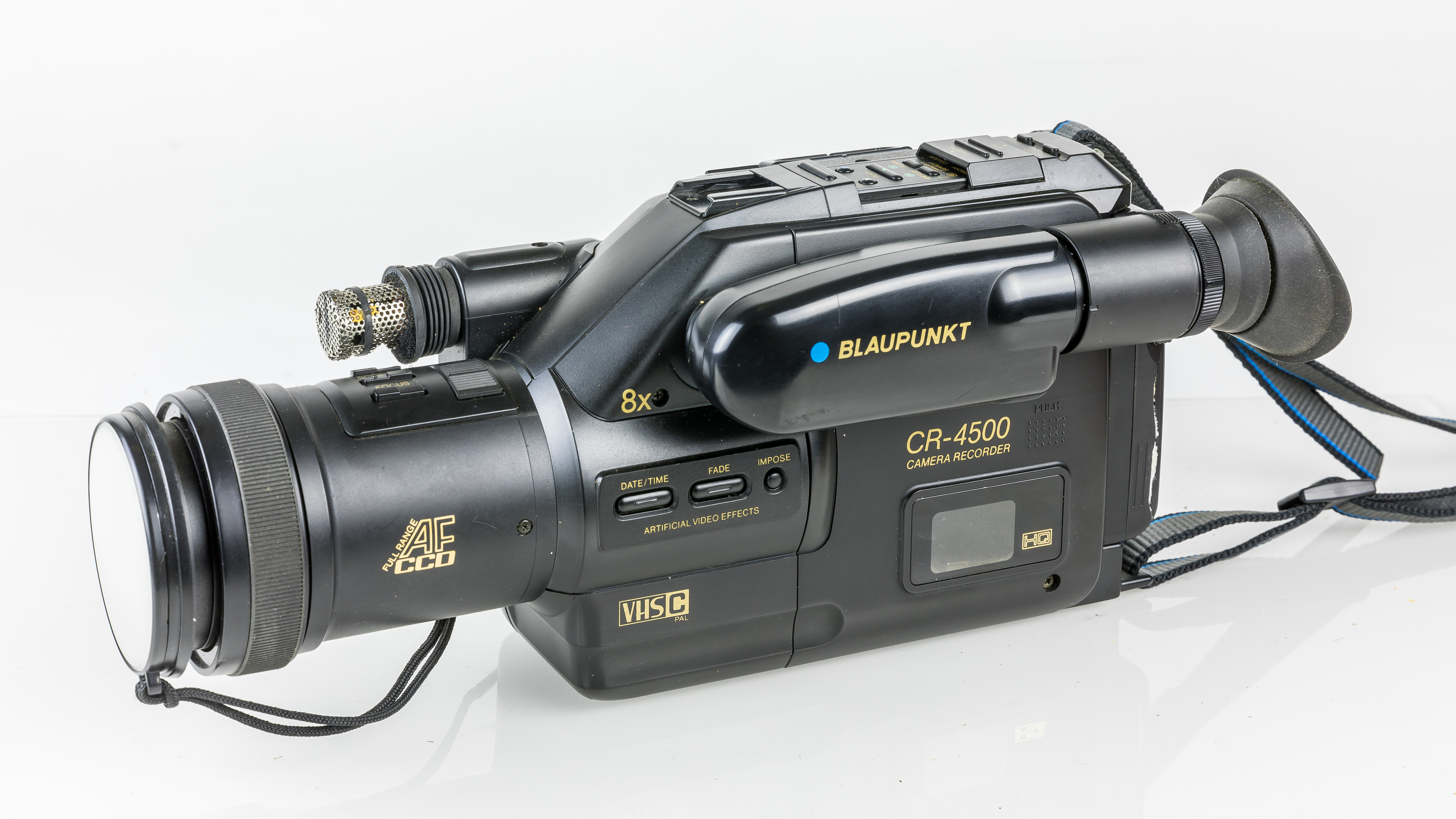
VHS-C Camcorder CR 4500
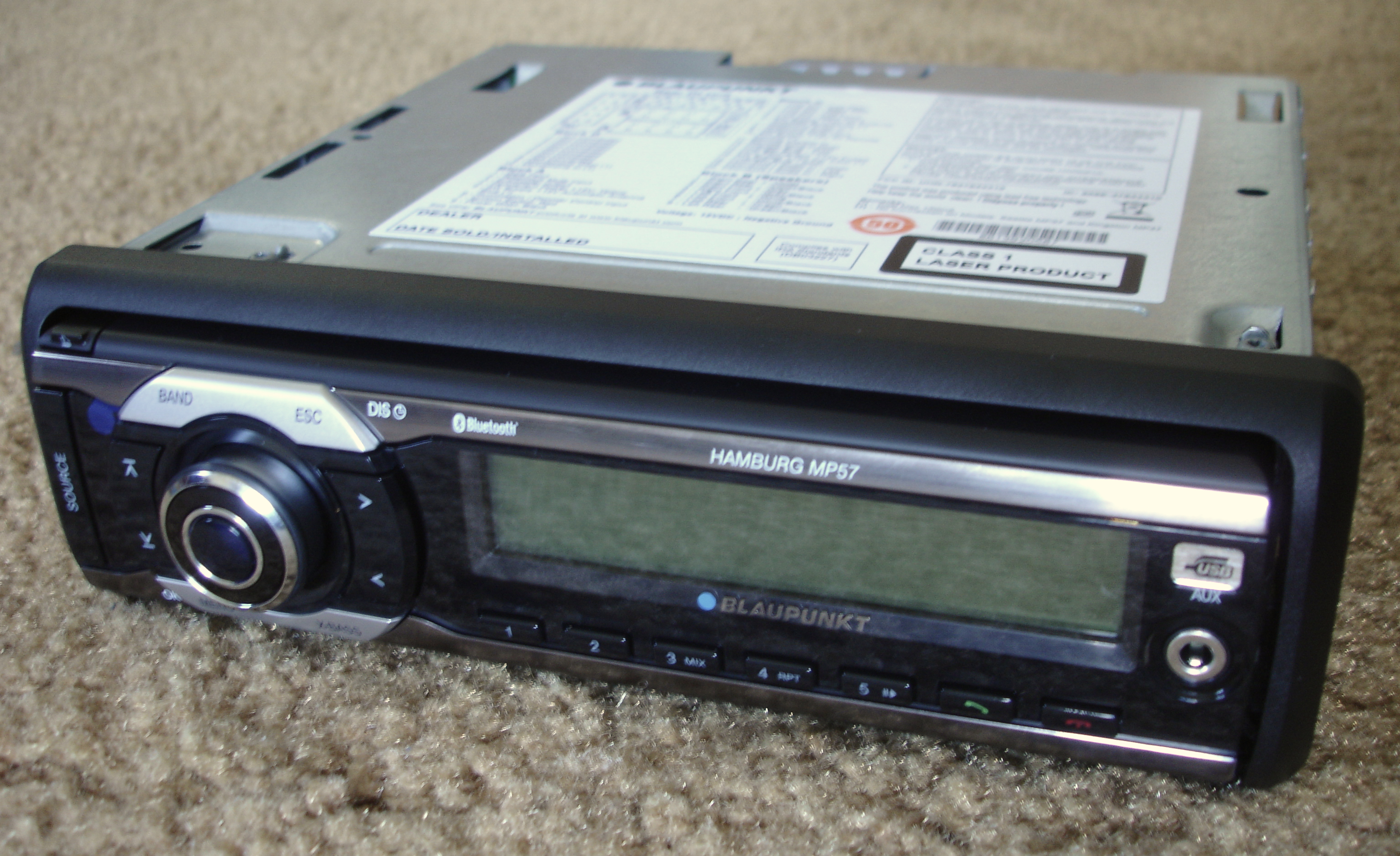
Hamburg MP57 Autoradio
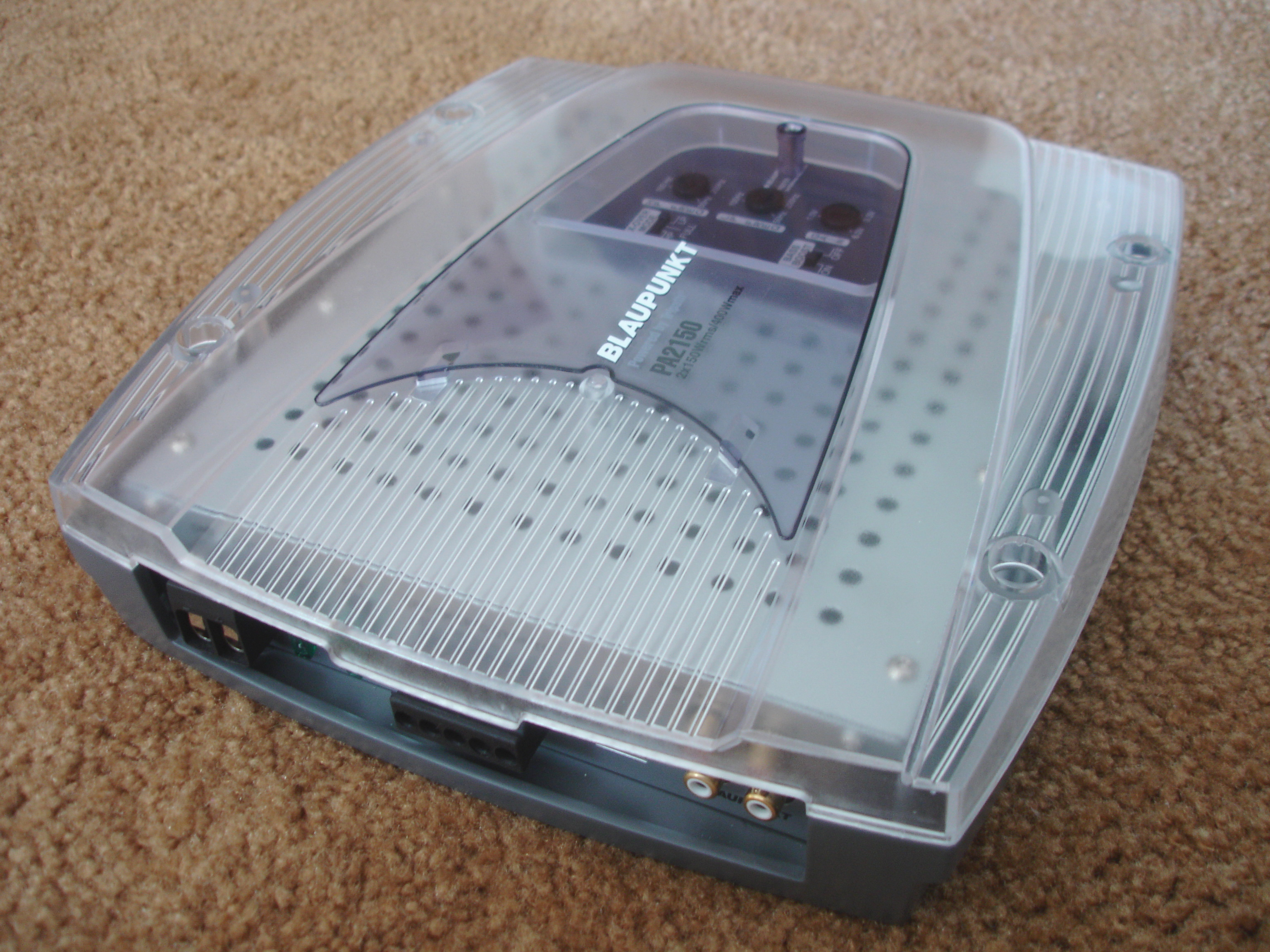
PA2150 Class-T-Verstärker
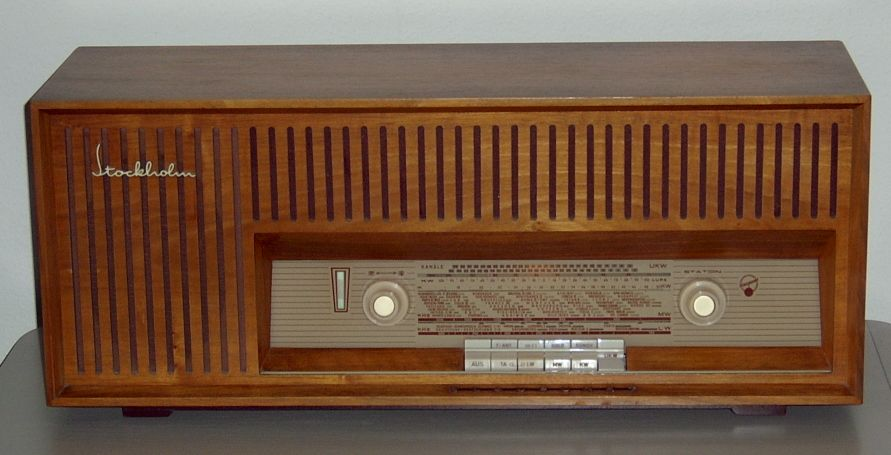
Blaupunkt-Stockholm Radio (1963)
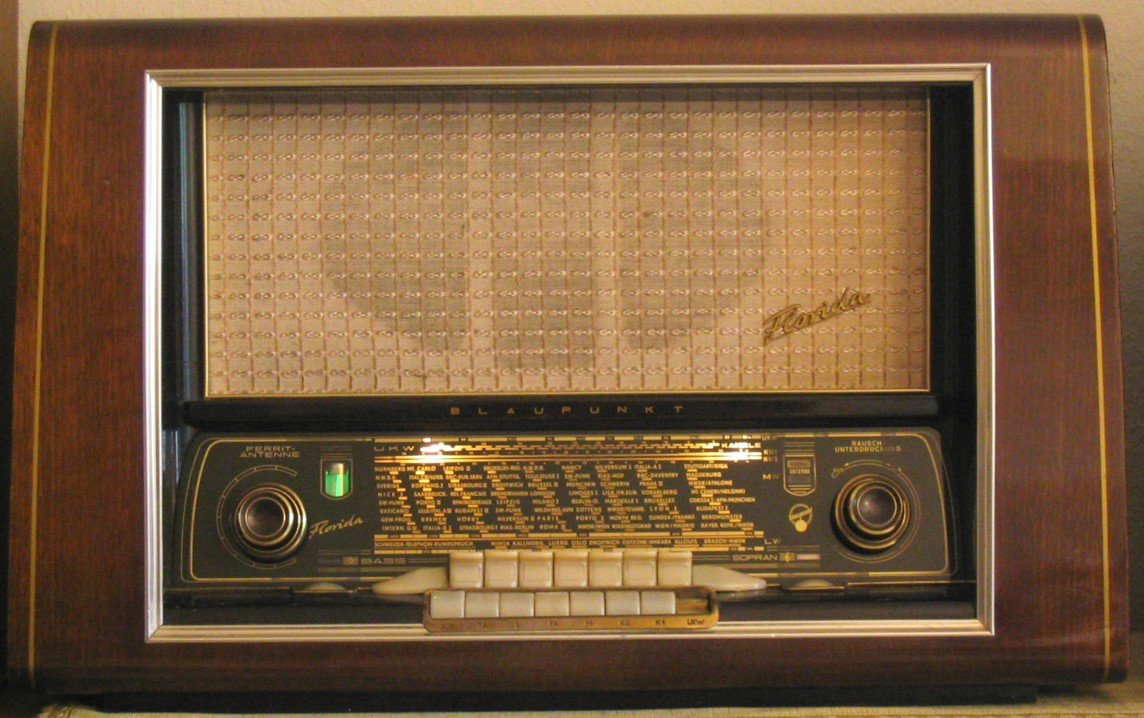
Blaupunkt Radio (1954)
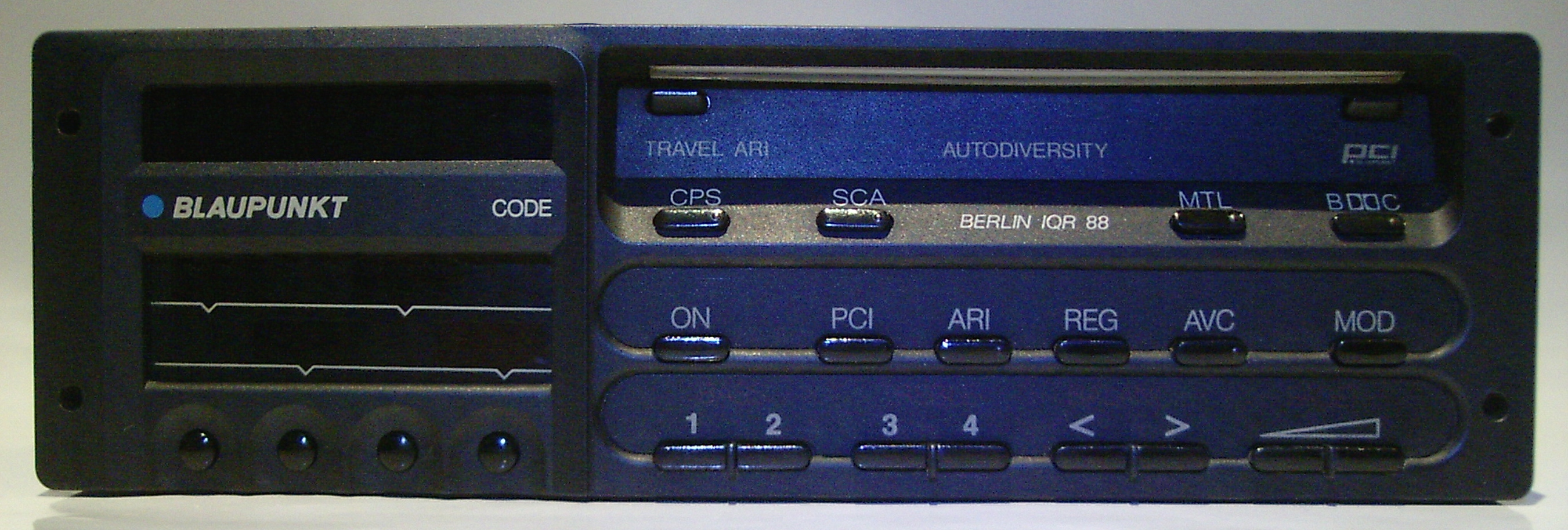
Blaupunkt Berlin Radio IQR 88
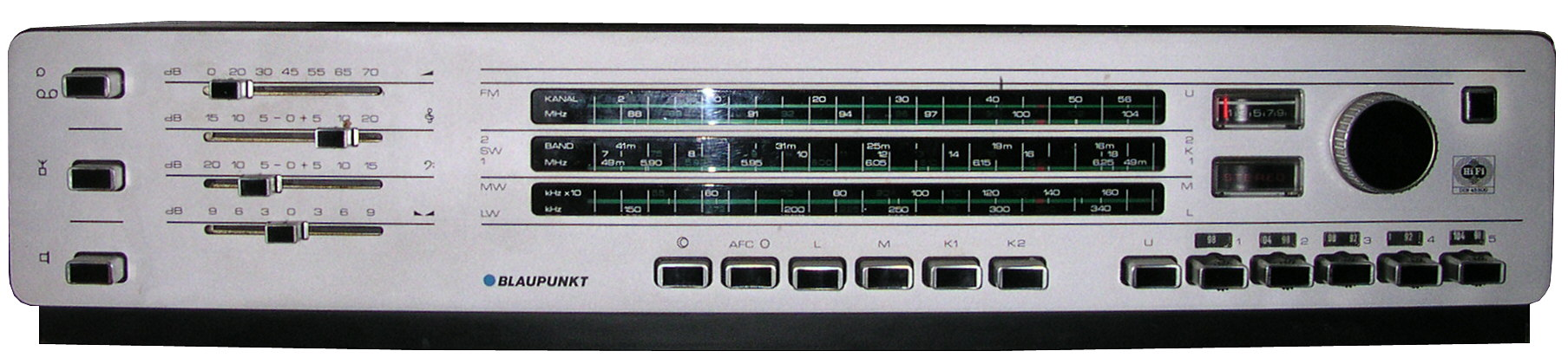
Blaupunkt Radio-Receiver
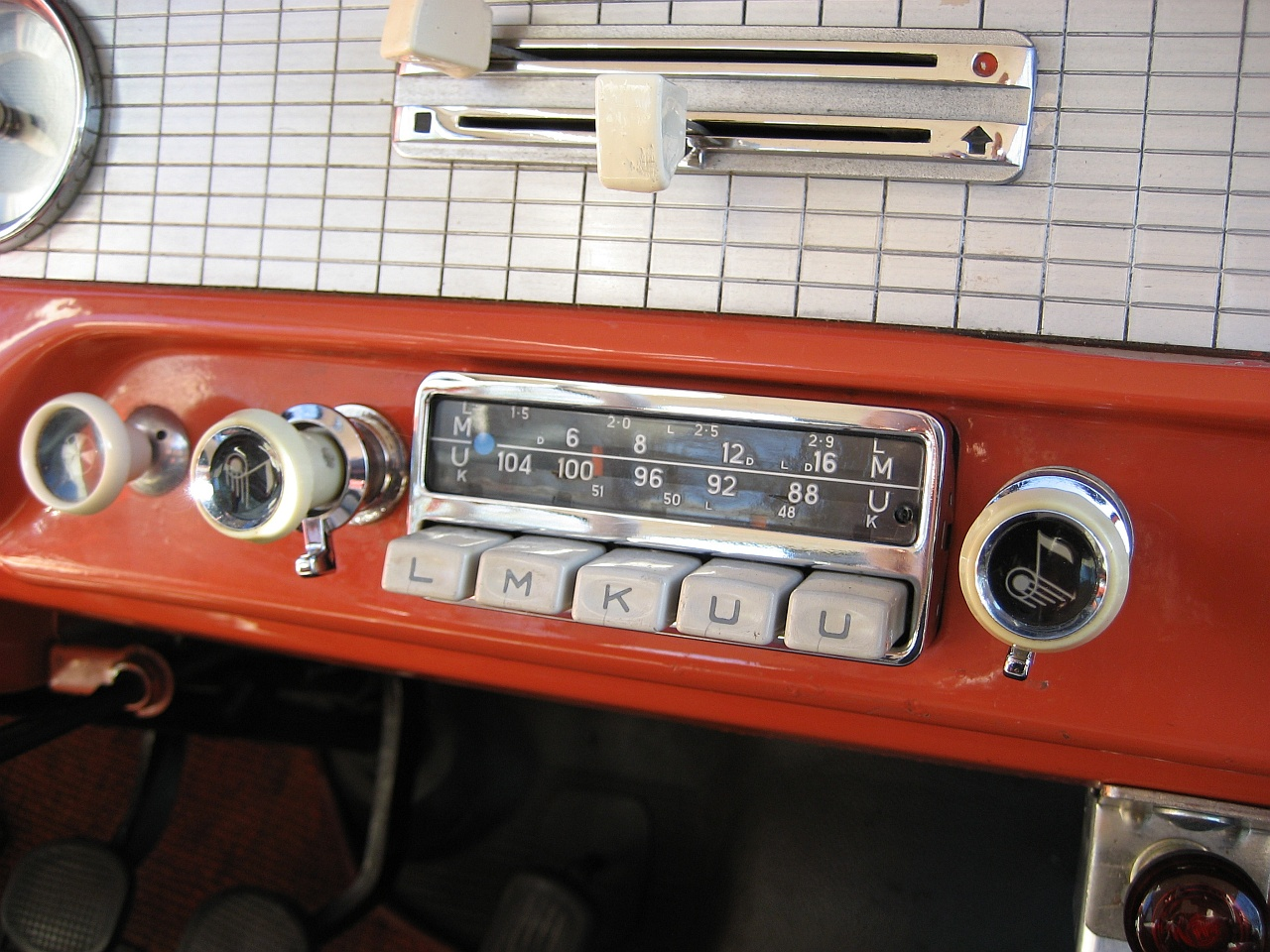
Radio Blaupunkt Köln (1958)
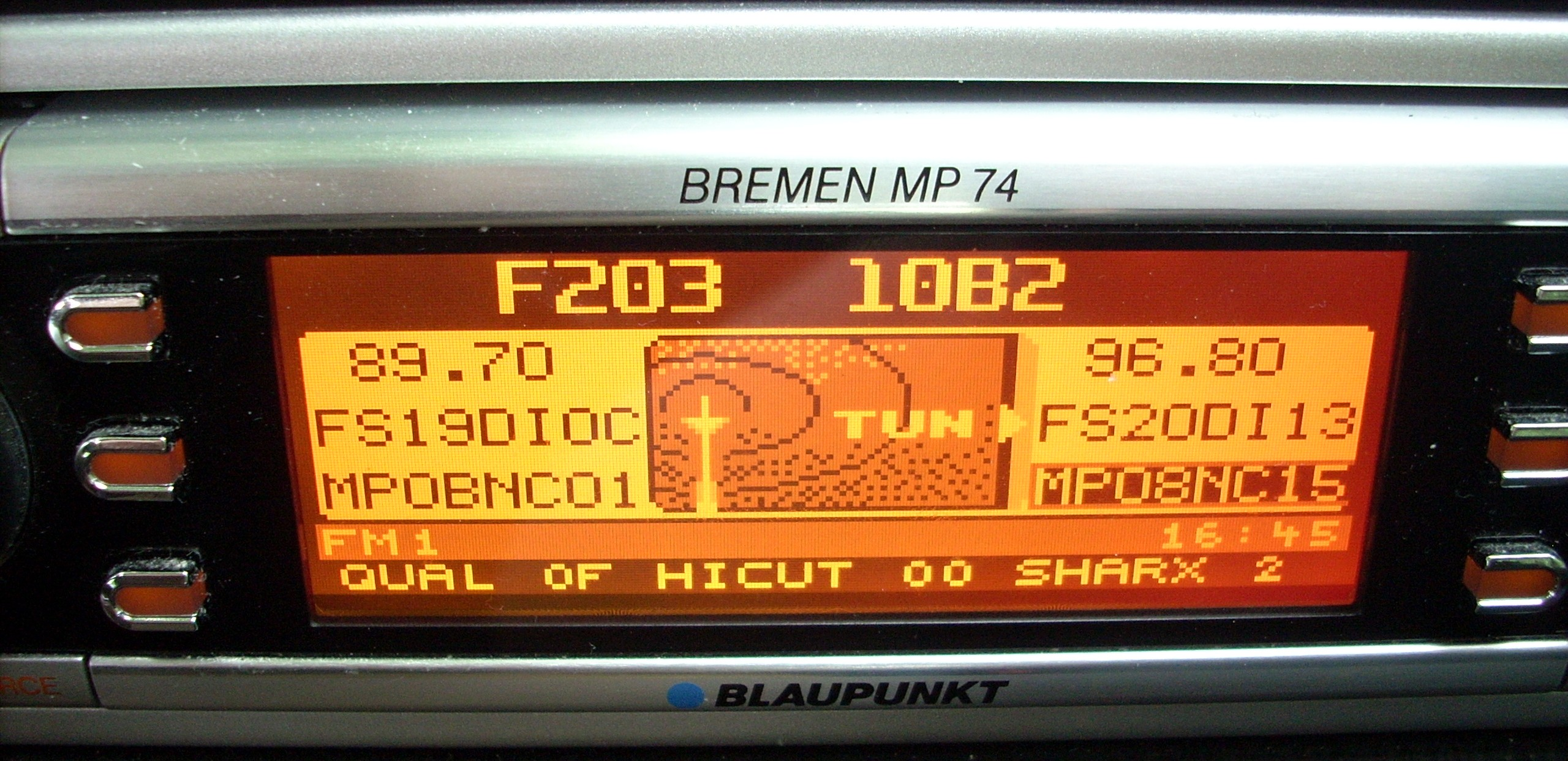
Blaupunkt Bremen MP74
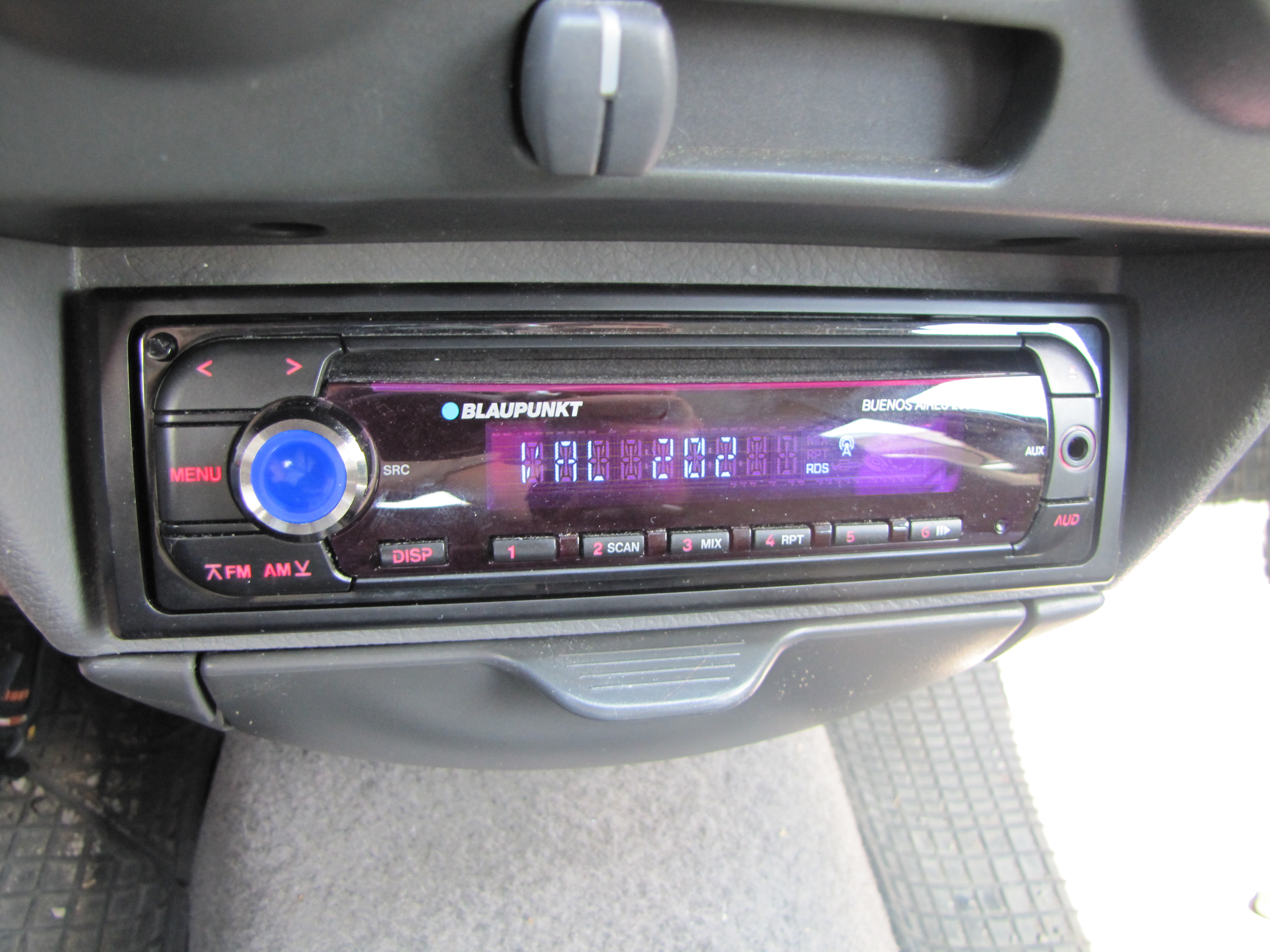
Blaupunkt Buenos Aires 200